# Allt och Eva
Allt och Eva är en svensk dramaserie som hade premiär på Viaplay den 21 april 2024. Första säsongen består av sex avsnitt. Regissör och manusförfattare är Johanna Runevad.

## Handling
Serien kretsar kring Eva som bestämt sig för att skaffa barn på egen hand. Hon åker till Köpenhamn för att få donerad sperma och väljer en öppen donator, Mads, som verkar perfekt.

## Rollista (i urval)
- Tuva Novotny – Eva
- Sissela Kyle – Inger
- Joachim Fjelstrup – Mads
- Sanna Sundqvist – Josefine
- Jason Diakité – Nils
- Ann Petrén – Anneli
- Bengt Braskered - James
- Oscar Töringe – Jonas
- Björn Kjellman – prästen
- Johan Hedenberg - Göran
- Mikael Almqvist - gynekolog